# Monochamus nigromaculatus
Monochamus nigromaculatus là một loài bọ cánh cứng trong họ Cerambycidae, loài này được Gressitt miêu tả khoa học lần đầu tiên năm 1942.